# Laurids Thura
 Der er flere personer med dette navn, se Laurids de Thurah.
Laurids Thura (født 20. august 1657, død 1. april 1731) var biskop i Ribe Stift 1713-1731.
Thura blev født i Nakskov, hvor hans fader, magister Laurids Mortensen Vidsted, dengang var provst og sognepræst. Moderen, Margrethe Thura, var datter af provsten Laurids Pedersen Thura, efter hvem den udbredte slægt har antaget familienavnet. Den unge Thura gik først i Køge Skole; forflyttedes senere ved nogle velynderes foranstaltning til Københavns Skole, hvorfra han blev student 1676.
Efter at have fuldendt sine akademiske eksaminer blev han 1680 hører ved Køge Skole og året efter rektor sammesteds. 1682 tog han magistergraden. 1690 nedlagde han rektoratet for efter landsdommer P. Luxdorphs opfordring at følge et par af dennes nære pårørende som hofmester på udenlandsrejse. Han opholdt sig længere tid i Holland og England.
I Leiden, hvor han tilbragte to år, sluttede han fortroligt venskab med Frederik Rostgaard og begyndte udarbejdelsen af sin store versificerede levnedsbeskrivelse af dennes fader, Hans Rostgaard; digtet udkom først 1726, bekostet af Frederik Rostgaard, men de fleste eksemplarer ødelagdes ved Københavns brand 1728. På denne rejse opnåede Thura så stor færdighed i at tale hollandsk, at han efter sin hjemkomst blev udnævnt til præst ved den hollandske menighed i København (1695), som på den tid benyttede Holmens Kirke til gudstjeneste.
Året efter beskikkedes han tillige til præst i "Ny Hollænderby uden for Vesterport" (Frederiksberg). 1703 forflyttedes han til Vor Frue Kirke i Århus og blev provst for Ning Herred; 1706 blev han stiftsprovst og sognepræst ved Domkirken i Århus, og endelig 1713 udnævntes han til biskop i Ribe.
ved
Som biskop nød han stor anseelse og indlagde sig særlig fortjeneste ved latinskolen i Ribe. Med ufortrøden iver og uegennytte arbejdede han i forening med rektor Christian Falster på at skaffe nye bygninger såvel for hørerne som til selve undervisningen, og hans bestræbelser kronedes med held (1727). Hundredårsdagen efter skolebygningens indvielse holdtes stor mindefest ved Ribe Skole herom; Thuras og Falsters portrætter ophængtes i skolen, og daværende adjunkt N.S. Hjort udgav et mindeskrift på latin om Thura.
Ca. en uge før sin død, falder Thura trappen fra sit studerekammer i Bispegården. Faldet var så uheldigt, at Thura pådrog sig kraniebrud. Dette blev bekræftet ved sikringsarbejdet i 1886 på Ribe Domkirke, hvor man måtte flytte Thuras grav. Her sås et tydeligt brud på hovedskallen over det venstre øje
Også som digter vandt Thura et navn. Foruden ovenfor anførte poetiske levnedsskildring af Hans Rostgaard har han for at undgå, at andre skulle udgive hans arbejder i forvansket skikkelse, selv foranstaltet en samling af Adskillige poetiske Sager (1721), indeholdende dels oversættelser – deriblandt versene i Saxo Grammaticus –, dels originale ting. Efter hans død udgav sønnen Alb. Thura hans oversættelse af jesuiten Herman Hugos digt Sjælens gudelige Attraa og Længsel (Pia desideria, udgivet af J.H. Ernesti 1721) i alexandrinsk versemål (1738). Thura ægtede 1697 Helene Cathrine With (død 1760), datter af sognepræst, magister Alb. With ved Trinitatis Kirke i København.